# Lucy Heartphilia
Lucy Heartphilia (ルーシィ・ハートフィリア?, Rūshii Hātofiria) è un personaggio immaginario, protagonista del manga Fairy Tail, creato da Hiro Mashima. Fa il suo debutto nel primo capitolo della serie "Fairy Tail" (妖精の尻尾?, Fearī Teiru), originariamente pubblicato sul settimanale Weekly Shōnen Magazine in Giappone il 2 agosto 2006, come una maga adolescente e aspirante scrittrice di romanzi, desiderosa di entrar a far parte dalla popolare gilda di maghi eponima, nonostante i suoi membri abbiano la spiccata tendenza a causare danni accidentali involontariamente durante le missioni da loro svolte. In quanto maga degli spiriti stellari (星霊魔導士?, seirei madōshi), Lucy utilizza degli oggetti magici denominati chiavi dei portali (門の鍵, ゲートのかぎ?, gēto no kagi) per richiamare spriti stellari, esseri viventi provenienti da un mondo parallelo e dotati di abilità di vario genere, tra i quali figurano i potenti spiriti dello zodiaco che può convocare mediante l'uso di rare chiavi d'oro. L'arma iniziale di Lucy è una frusta con un'estremità a forma di cuore, che in seguito sostituisce con un'altra estendibile, donatale dagli spiriti stellari. Lucy appare nella maggioranza assoluta dei media di Fairy Tail, inclusi i due film anime, tutti gli OAV (original anime video), in tutte le light novel e in tutti i videogiochi. È doppiata da Aya Hirano nelle sue apparizioni in lingua giapponese, mentre Chiara Oliviero la interpreta nel doppiaggio italiano della serie televisiva anime.

## Creazione e sviluppo
Lucy Heartphilia è stato uno dei primi personaggi ad essere creati da Hiro Mashima durante lo sviluppo di Fairy Tail antecedente alla pubblicazione regolare. Nel suo bozzetto iniziale, Mashima ha dotato la maga di un abito arruffato, tacchi alti e trecce arricciate. A queste si sono aggiunte tre varianti in cui veniva modificata l'acconciatura: una con uno chignon, una con una frangia coprente il suo occhio destro e una con una coda a cavallo sul lato, simile a quelle scelta da Mashima per il suo aspetto nell'ultima parte del manga. L'aspetto di Lucy è stato infine modificato dotandolo di una maglietta senza maniche, una gonna corta e di un paio di stivali. L'idea originale di Mashima per la magia di Lucy era quella di farle usare delle carte durante i combattimenti, ma decise di modificarla in seguito in quella poi definitivamente adottata delle chiavi magiche, in quanto diversi personaggi di altri media ne facevano uso come armi da combattimento. Per il nome del personaggio, Mashima si è ispirato al brano "Lucy in the Sky with Diamonds", composto e interpretato dal gruppo musicale The Beatles.
Rispondendo alla domanda se avesse somiglianze con il suo personaggio, Mashima ha affermato di essere serio come Lucy qualche volta. Ha poi aggiunto che Lucy rappresenta il suo lato artistico, confermando che la maga è una dei suoi personaggi preferiti della serie e afferma di aver desiderato di concentrarsi su di lei sviluppando la storia. A detta del mangaka, l'aspetto di Lucy è stato realizzato con l'intento di farle dare il meglio di sé, sentendo che questa caratteristiche avrebbe guadagnato il sostegno degli appassionati della serie. Mashima ha collocato il personaggio di Lucy nella lista dei tre personaggi di Fairy Tail con cui preferirebbe fare squadra.

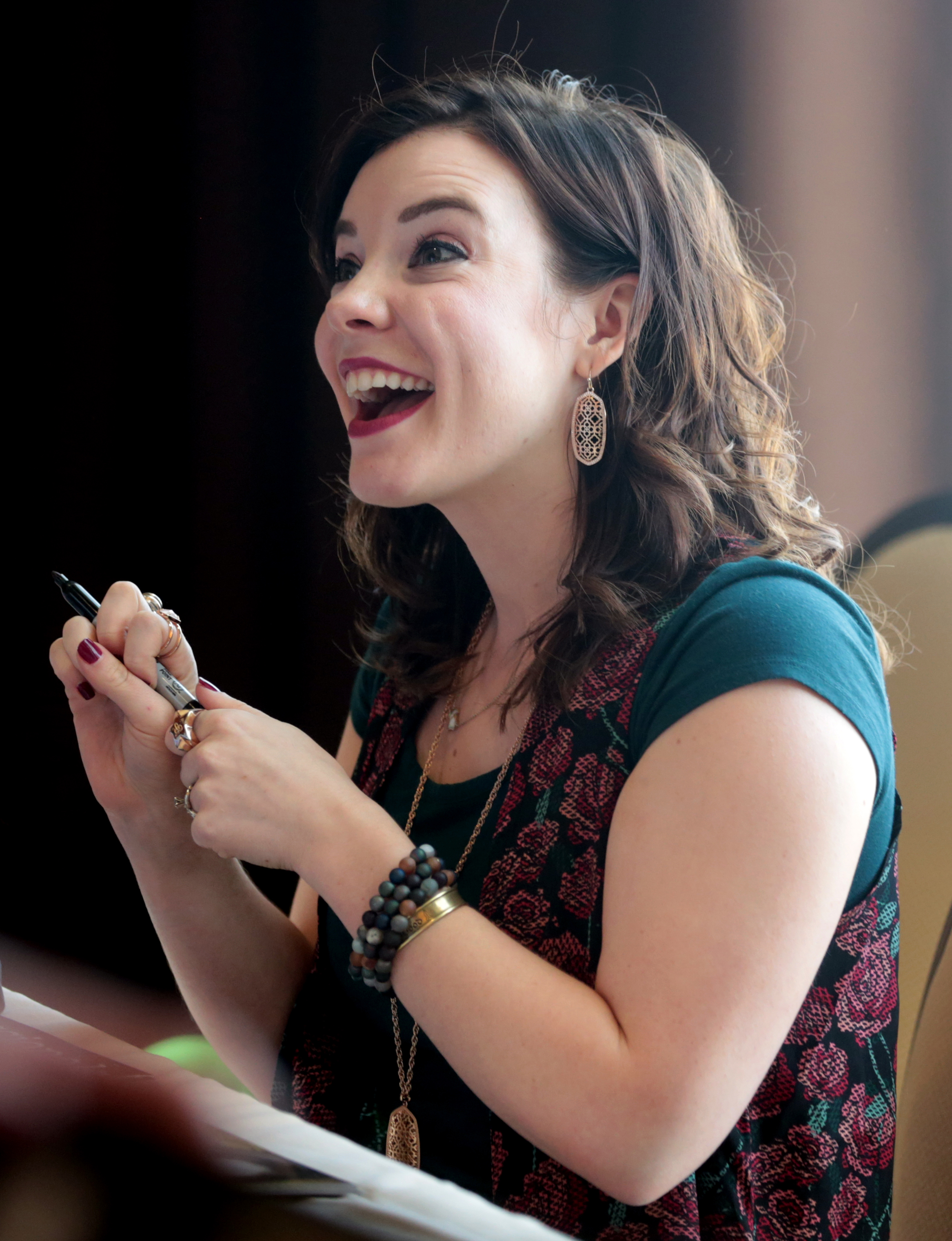
Cherami Leigh interpreta Lucy nel doppiaggio inglese.

Giudicando l'adattamento animato del fumetto, la doppiatrice Aya Hirano, che interpreta Lucy nella versione giapponese, ha affermato che le potenziali relazioni romantiche di Lucy sono state alquanto popolari tra gli appassionati della serie e si è chiesta se la ragazza avrebbe formato una coppia con il protagonista Natsu Dragonil nell'epilogo. Ha poi aggiunto che all'autore del manga è piaciuta molto una scena del film  Gekijōban Fairy Tail: Hōō no miko, in cui Lucy viene abbracciata da Natsu. Hirano ha anche dichiarato che la separazione tra Lucy e lo spirito stellare Aquarius è riuscita a farla piangere nel corso delle sessioni di registrazione, aggiungendo anche che Lucy è un personaggio in grado di svilupparsi nonostante le ferite subite sul proprio animo. Cherami Leigh doppia Lucy nell'edizione inglese.

## Descrizione

### Aspetto e personalità
Nella sua prima apparizione nel fumetto, Lucy è una diciassettenne rappresentata con capelli biondi legati in una coda da cavallo sul lato destro. Da bambina, portava i capelli più corti e viene mostrata con indosso una maglietta rosa a maniche corte e una gonna scozzese rossa. Porta un tatuaggio magico rosa sul dorso della mano destra simboleggiante la sua appartenenza a Fairy Tail. In seguito ai sette anni trascorsi sull'isola Tenro, inizia a portare i propri capelli legati in due codini rivolti verso il basso; un anno dopo la conclusione della guerra tra Fairy Tail e Tartaros i suoi capelli sono molto più lunghi e torna a legarsi i capelli in una coda di cavallo sul fianco destro.
Molto orgogliosa del proprio aspetto, è una ragazza gentile e disposta ad aiutare sempre i propri amici. Adora leggere e sogna di pubblicare un romanzo che narri delle proprie avventure vissute come maga. Ama molto la sua gilda considerandola una vera e propria famiglia ed è sempre pronta a dare il meglio di sé per proteggere i suoi amici; nonostante critichi spesso i comportamenti infantili dei suoi compagni, è molto legata a loro e si diverte a stare in loro compagnia. A dispetto di altri maghi, considera gli spiriti stellari con cui ha siglato un contratto dei veri e propri amici e non meri strumenti da usare in combattimento, affetto che dimostra in seguito verso tutti quanti gli spiriti in generale. Per questa ragione, in combattimento si dimostra pronta a sacrificarsi per difenderli qualora siano in forte difficoltà, spirito che la porta ad allenarsi per combattere al loro fianco in prima linea.

### Controparti del personaggio
Nel corso della serie sono apparse due controparti di Lucy: una prima vivente nel mondo parallelo Edolas e una seconda proveniente dal futuro.
La seconda controparte, conosciuta anche come "Lucy Heartphilia del futuro" (未来ルーシィ·ハートフィリア?, Mirai Rūshii Hātofiria), è la sé stessa proveniente da un futuro alternativo nel quale il mondo viene dominato dai draghi grazie al compimento con successo del piano di Rogue Cheney di farli giungere dal passato attraverso il portale Eclissi. Apparsa per la prima volta nel capitolo 296 della serie, dopo aver visto morire tutti i suoi compagni e non sufficientemente forte per sconfiggere Rogue, riesce a far ritorno tramite il medesimo portale nel passato per mettere in guardia sé stessa e i suoi amici del pericolo incombente, in modo da impedire l'arrivo dei draghi dal passato. Tuttavia, anche Rogue fa ritorno nel passato per convincere la principessa Giada ad aprire il portale, fingendo di farlo per salvare il Regno dall'imminente arrivo dei draghi. La Lucy del futuro riesce ad entrare in contatto con i suoi amici, ma viene uccisa da Rogue per impedirle di far sì che venisse chiuso il portale. Gli sforzi della ragazza non sono stati tuttavia vani, in quanto i maghi del presente grazie alla presenza dei dragon slayer, riescono a fronteggiare i draghi e a  farli tornare nel passato dopo averli richiamati, grazie al piano di Rogue.

### Poteri e abilità
Lucy padroneggia la magia degli Spiriti Stellari (星霊魔法?, Seirei mahō), potere che le conferisce la capacità di richiamare da un altro mondo alcuni spiriti combattenti che l'aiutano in battaglia. Per poter richiamare uno spirito è necessario possedere una chiave corrispondente allo stesso e stipulare un contratto con lo spirito. Le chiavi vengono suddivise in due categorie: chiavi d'oro e d'argento. Quando si è appena diventati maghi degli spiriti stellari, si può evocare solamente uno spirito per volta e per cambiarlo bisogna far ritornare nel suo mondo lo spirito evocato per evocarne un altro. Solo con molta pratica ed esperienza si può riuscire ad evocare due spiriti contemporaneamente. In occasione della battaglia contro Tartaros, la giovane maga riesce ad evocare addirittura tre spiriti, azione considerata molto rischiosa in quanto l'uso multiplo di più spiriti potrebbe portare alla perdita di poteri. Lucy riesce anche a forzare il rientro dei propri spiriti nel loro mondo qualora vengano manipolati o controllati da un nemico, mediante la cosiddetta "chiusura forzata" (強制閉門?, Kyōsē hémon). Durante la battaglia contro Jackal, il Re degli Spiriti Stellari dona a Lucy un nuovo potere, chiamato Star Dress (星霊衣?, Sūta Dōresu): incantesimo molto simile alla magia Requiep di Elsa, consente a Lucy di equipaggiarsi con gli abiti dei suoi spiriti stellari, acquisendone temporaneamente abilità e magie.
In qualità di maga degli spiriti stellari, nel corso della serie riesce ad entrare in possesso di dieci chiavi d'oro e cinque d'argento. Tra gli spiriti richiamabili tramite le chiavi d'oro figurano: Aquarius, Leo, Taurus, Virgo, Sagittarius, Cancer, Aries, Scorpio, Gemi e Mini e Capricorn. Tra gli spiriti legati alle chiavi d'argento da lei possedute figurano: Horologium, Nicola, Lyra, Crux e Pyxis.
Oltre alla magia, Lucy combatte anche con una frusta per assistere i propri spiriti; durante l'arco narrativo di Edolas, lo spirito Virgo le consegna una nuova frusta della costellazione di Eridanus degli spiriti stellari, chiamata Fleuve d'étoiles (星の大河?, Furūgu Etowāru), che può allungarsi a dismisura e causare ingenti danni al nemico. Nell'anime viene chiarito che Lucy possiede un potere immenso. Capace di controllare L'Orologio e il Castello dell'infinito. Più avanti dimostrerà di essere in grado di evocare il Re degli Spiriti Celesti. Il re degli inferi, dichiara che per poter fare una cosa del genere, bisogna possedere un potere magico fuori dall'ordinario.

## Biografia del personaggio

Lucy al fianco di Natsu Dragonil e Happy nella copertina del primo volume del manga

Lucy fa la sua prima apparizione nel primo capitolo della serie, "Fairy Tail", originariamente pubblicato il 2 agosto 2006 in Giappone sul settimanale Weekly Shōnen Magazine. È la figlia diciassettenne del magnate d'affari Jude Heartphilia e della maga degli spriti stellari Layla Heartphilia. Sviluppando un grande affetto per gli spiriti stellari di Layla sin dalla più tenera età, Lucy eredita due chiavi d'oro appartenute a sua madre con le quali può richiamare dei potenti spiriti zodiacali, acquisendo poi in seguito una terza chiave. In seguito alla morte di Layla e al suo allontanamento volontario da Jude, Lucy intraprende un viaggio con l'obiettivo di entrare a far parte della prestigiosa gilda Fairy Tail, da lei ammirata nonostante la spiccata inclinazione dei suoi membri a causare danni involontari mentre svolgono le missioni a loro affidate. Trovandosi nei guai a causa di un criminale intenzionato a rapirla, viene salvata dall'intervento di Natsu Dragonil, un mago del fuoco e dragon slayer, e Happy, il suo compagno d'avventure Exceed, che la invitano ad entrar far parte di Fairy Tail dopo aver appreso le intenzione della giovane. Lucy forma rapidamente una squadra con il duo per potersi pagare l'affitto di un appartamento a Magnolia, la città dove ha sede Fairy Tail, dimostrando la sua competenza nel richiamare spiriti e combattere usando una frusta in battaglia. I tre in seguito formeranno un team fisso con il mago di ghiaccio Gray Fullbuster e la maga dalle molte armature Elsa Scarlett, gruppo che verrà considerato come "il più forte della gilda" dai loro compagni, nonostante Lucy disponga di un minor quantitativo di potere magico e abbia meno esperienza come maga.
Successivamente al suo ingresso nella gilda, Lucy viene rapita dai membri di Phantom Lord, una gilda rivale che Jude recluta con l'intento di riportare a casa la ragazza per un matrimonio combinato. Dopo che i suoi amici la traggono in salvo e Phantom Lord viene battuta, Lucy rinuncia al proprio legame familiare con Jude, sino a che i due iniziano a riavvicinarsi dopo che l'uomo va in bancarotta. Con il trascorrere dei mesi, Lucy migliora le propri abilità affrontando varie battaglie, acquisendo tra i vari incantesimi il potente "Urano Metria" (ウラノ・メトリア?, Urano Metoria) e sostituisce la sua perduta frusta con una dall'energia estendibile denominata "Fleuve d'étoiles" (星の大河, エトワールフルーグ?, Etowāru Furūgu, in francese "Fiume di stelle"). Arriva in seguito a siglare contratti con dieci dei dodici spiriti zodiacali, incluso il suo compagno di gilda e spirito reietto Loki dopo che la ragazza persuade il Re degli spiriti stellari a revocare il suo esilio dal mondo degli spiriti.
Mentre Lucy è presente sull'Isola Tenro al fianco di Kana Alberona per l'esame di promozione alla classe S di Fairy Tail, partecipa insieme ai suoi compagni ad una dura battaglia contro la gilda oscura Grimoire Heart, giunta sul posto in cerca del mago oscuro Zeref. Al termine delle ostilità, l'ex master della gilda Mavis Vermilion racchiude l'isola in una sfera dove lo scorrere del tempo è sospeso mediante l'uso dell'incantesimo Fairy Sphere per proteggere la gilda dal drago Acnologia; Lucy inizia nuovamente a nutrire affetto per suo padre quando sette anni dopo, al suo ritorno da Tenro, scopre che è morto per il troppo lavoro e trova i regali che le ha fatto durante la sua assenza in occasione di ogni suo compleanno. Durante l'annuale Gran Palio della Magia del regno di Fiore, la controparte futura di Lucy usa il portale magico per viaggiare nel tempo Eclissi per fare ritorno al presente e mettere in guardia i suoi amici a proposito di un imminente assalto di numerosi draghi provenienti dal passato, salvo poi morire per proteggere la sé stessa del presente da un attacco della versione futura di Rogue Cheney. Lucy è così in grado di prevenire la crisi chiudendo Eclissi mediante l'aiuto dei dodici spiriti stellari e affiancata dalla maga degli spiriti stellari Yukino Aguria. Qualche tempo dopo, quando la sua gilda affronta una dura guerra contro la gilda oscura Tartaros, Lucy si trova costretta a distruggere la chiave del suo spirito Aquarius per poter richiamare temporaneamente il Re degli spiriti stellari, che salva i suoi amici.
Durante l'anno seguente scioglimento di Fairy Tail, avvenuto dopo la disfatta di Tartaros, Lucy impara a equipaggiarsi magicamente con abiti denominati "Star Dress" (星霊衣, スタードレス?, Sutā Doresu), che le concedono l'uso dei poteri dei suoi spiriti e inizia a lavorare come giornalista. Trascorso un anno dallo scioglimento di Fairy Tail, Natsu e Happy giungono da lei per chiederle aiuto nel riformare la gilda e la maga decide di seguirli, riuscendo in seguito nell'impresa. Assieme ai suoi compagni di Fairy Tail, Lucy prende parte ad una guerra contro l'Impero Alvarez, capitanato dal fratello di Natsu, il mago oscuro Zeref. Dopo una temporanea riunione tra Lucy e Aquarius, Lucy decide di mettersi alla ricerca della sua riforgiata chiave per poter rimanere per sempre al suo fianco una volta concluse le ostilità con Alvarez. In seguito, quand Lucy scopre che Natsu è in realtà un demone chiamato "Eterias Natsu Dragonil" (E.N.D.) che morirà qualora Zeref dovesse esser ucciso, modifica il libro contenente l'anima di E.N.D. per recidere la connessione che tiene legato il mago di fuoco allo scritto, permettendogli di sopravvivere alla sua battaglia contro il mago oscuro. Successivamente, Lucy sfrutta la magia dei maghi di tutto il loro continente per imprigionare il drago nero Acnologia con l'incantesimo Fairy Sphere, mentre la forma spirituale del drago viene distrutta da Natsu insieme agli altri dragon slayer. Un anno dopo, Lucy viene premiata per il suo romanzo di debutto basato sulle sue avventure nella gilda; si mette poi in viaggio insieme ai suoi compagni di squadra per completare la cosiddetta "missione da cento anni", una missione della gilda che non potrebbe esser completata in meno di cento anni.

## Altri media
Lucy è presente in entrambi i lungometraggi animati di Fairy Tail. Nel primo film del 2012, Lucy stringe amicizia con una ragazza in viaggio come lei di nome Éclair e l'aiuta a raggiungere la sua destinazione. Lucy fa anche un'apparizioni nel capitolo manga autoconclusivo facente da prologo al film e creato da Hiro Mashima, oltre che nel relativo adattamento animato. In Dragon Cry (2017), Lucy e gli altri membri di Fairy Tail sono assoldati dal re di Fiore per riportare indietro il Dragon Cry rubato.
Lucy è anche presente in tutti e nove gli original video animation (OVA) di Fairy Tail. Nel primo OVA visita il dormitorio per ragazze della gilda, Fairy Hills; nel secondo, Lucy interpreta il ruolo di studentessa accademica; nel terzo viene mandata nel passato a causa di un libro magico; nel quarto partecipa ad un campo di addestramento in preparazione al Gran Palio della Magia; nel quinto, si reca ad un parco acquatico per divertirsi e rilassarsi; il sesto è un OVA crossover della serie Fairy Tail con Rave - The Groove Adventure, sempre di Mashima, nel quale Lucy e l'eroina dell'altra serie Elie sono alla ricerca dei protagonisti maschili delle rispettive opere di appartenenza; nel settimo, Lucy prende parte ad un gioco a penalità; nell'ottavo, lei e gli altri membri della gilda cercano di far sentire meglio Mavis Vermilion; nel nono i membri di Fairy Tail si recano a casa sua per celebrare il Natale. Lucy appare anche in ogni light novel basata sulla serie, tra le quali una in cui il suo ruolo è ispirato al personaggio di Alice del romanzo Alice nel Paese delle Meraviglie e una dove i membri di Fairy Tail vestono da samurai. Lucy è anche presente nel manga sequel di Fairy Tail, Fairy Tail: 100 Years Quest, che prosegue da dove si conclude la storia originale. La maga appare anche in diversi spin-off cartacei della serie, incluso uno riguardante i soli membri femminili di Fairy Tail.
Lucy è un personaggio giocabile in vari videogiochi a tema Fairy Tail, come i videogiochi d'azione per PlayStation Portable sviluppato da Konami Fairy Tail: Portable Guild (2010), Fairy Tail: Portable Guild 2 (2011) e Fairy Tail: Zeref Awakens (2012). È anche presente a fianco di Natsu nel videogioco crossover Sunday vs Magazine: Shūketsu! Chōjō Daikessen (2009). Lucy appare anche in un videogioco RPG sviluppato da Gust Co. Ltd..

## Accoglienza
L'accoglienza del personaggio di Lucy da parte della critica è stata variegata. I critici hanno commentato la sua caratterizzazione nella serie cartacea. Carl Kimlinger di Anime News Network (ANN) ha etichettato la relazione tra la ragazza e i propri spiriti stellari come "terribile". Ha considerato Lucy "simpatica", nonostante lo sviluppo del suo personaggio sia piuttosto carente. Rebecca Silverman dello stesso sito ritiene Lucy un "po' fastidiosa", ritenendo però "mozzafiato" il suo combattimento contro gli alleati del dragon slayer Luxus Dreyar; ha poi approfondito quest'aspetto affermando che questa battaglia ha "una combinazione di emozioni, intelligenza e una sana zuffa vecchio stile a massimizzare il coinvolgimento del lettore nella storia", aggiungendo di non aver riscontrato lo stesso mix di elementi nelle altre principali battaglie della serie. Silverman ha scritto in seguito che la Dragon Slayer Wendy Marvel ha assunto il ruolo di eroina principale della storia per un breve periodo di tempo. La giornalista ha lodato la "riaffermazione del legame di Lucy con i suoi spiriti" e ha affermato che il ruolo di Lucy nella collaborazione con Natsu per contrastare un membro della gilda oscura Grimoire Heart è stato bizzarro ma importante. Commentando i primi due volumi del fumetto, A. E. Sparrow di IGN ha paragonato il modo in cui Lucy viene disegnata da Mashima a quello in cui i personaggi Nami e Bibi vengono ritratte dall'artista Eiichirō Oda nella serie One Piece. Il recensore ha considerato l'abilità di Lucy di richiamare gli spiriti stellari come "grandiosa" e ha pensato che sarebbe divertente vedere quali altre chiavi sarebbe riuscita a collezionare con lo svilupparsi della serie. Dale North di Japanator ritiene che Lucy abbia la più grande varietà di espressioni facciali tra i personaggi di Fairy Tail e la ritiene "carina". Richard Gutierrez di The Fandom Post ha affermato che Lucy è divenuta una persona più forte dopo esser rimasta coinvolta nella battaglia tra Fairy Tail e la gilda Phantom Lord.
I giornalisti hanno anche analizzato il personaggio di Lucy basandosi sulle sue apparizioni fatte nella serie animata e nei relativi film. Recensendo l'anime, Carlo Santos di ANN ha lodato l'interpretazione di Cherami Leigh nei panni di Lucy. Carl Kimlinger ha scritto che "il timbro scuro e il modo di porsi timido" di Aya Hirano sono stati un "pochino miseri per una Lucy solare", rimanendo invece entuasiasta dell'interpretazione di Leigh. Nonostante il recensore abbia descritto il legame di Lucy con Natsu e Happy come bizzarro, ritiene che il loro lavoro di squadra rimanga l'elemento principale di un "insieme d'azione" della storia. Crystalyn Hodgkins di ANN ha considerato Leigh davvero adatta per la voce di Lucy, affermando che la sua interpretazione è stata "piena d'entusiasmo". Rebecca Silverman ha considerato le relazioni familiari di Lucy l'aspetto centrale del suo personaggio e ha aggiunto che la relazione della maga con suo padre sia stata gestita meglio nell'anime rispetto alla controparte cartacea. La giornalista ritiene che l'introduzione della Lucy del futuro rappresenti una parte importante della sua storia e che l'anime abbia mancato l'opportunità di esplorare meglio il personaggio di Lucy all'interno dell'arco narrativo originale nel quale gli spiriti stellari iniziano una ribellione contro di lei, descrivendo l'enfasi attribuita alla relazione della maga con lo spirito Virgo come non necessaria; Silverman ha anche espresso disappunto riguardo alle interazioni di Lucy con Loki e Aquarius, entrambi da lei considerati "molto più parte integrante del personaggio [di Lucy]", siano stati invece sottovalutati. Matt Kamen di Neo ha ammirato l'abilità di Lucy di richiamare gli spiriti, mentre Chris Beveridge di The Fandom Post considera Lucy una dei suoi personaggi preferiti di Fairy Tail. Kevin Leathers di UK Anime Network ha considerato Lucy come "la rappresentazione dello spettatore" e ritiene che il suo contributo alla serie sia stato "decente". Recensendo il primo film di Fairy Tail, Kimlinger ha affermato di aver riscontrato "piccole punte di malinconia" nella storia quando la trama si è concentrata su Lucy; ha lodato la "intensità emozionale" di Hirano nel film e ha aggiunto che l'interpretazione di Leigh suonava più "infantile a confronto". Parlando del film Fairy Tail The Movie: Dragon Cry, Silverman evidenzia una ricaduta di Lucy per la sua riduzione a una mera damigella in difficoltà dato che viene spesso catturata e dà l'impressione di essere "impotente", denotando un aperto contrato con quanto mostrato nei precedenti archi narrativi della serie animata, nei quali la maga mostra di saper badare perfettamente a sé stessa di fronte alle avversità; ciò nonostante, la giornalista si è detta entusiasta delle scene in cui Lucy ha iniziato a indossare gli abiti stellari, descrivendo la sua figura come "ben fatta".

### Notorietà e merchandising
In un sondaggio di notorietà pubblicato sul ventiseiesimo numero del settimanale Weekly Shōnen Magazine, Lucy ha raggiunto la prima posizione con 8 987 voti. Diversi prodotti dedicati al personaggio di Lucy sono stati distribuiti nel corso del tempo, tra cui diverse action figure. Su di lei sono state realizzate anche delle medaglie e delle collane.